# Dichostatoides depressus
Dichostatoides depressus är en skalbaggsart som först beskrevs av Báguena 1952.  Dichostatoides depressus ingår i släktet Dichostatoides och familjen långhorningar. Inga underarter finns listade i Catalogue of Life.